# Ģ
Ģ, ģ は、Gにセディーユを付した文字である。ラトビア語、ラトガリア語で用いられる。この文字は1921年に定められたもので、それ以前はŁのようにストロークを付した文字が用いられていた。
両方の言語において、[ɟ]（gの軟音）で発音される。
この文字の小文字は、上にコンマを逆にしたものを付けた形となっている。

## 符号位置
| 大文字 | Unicode | JIS X 0213 | 文字参照       | 小文字 | Unicode | JIS X 0213 | 文字参照       | 備考 |
| ------ | ------- | ---------- | -------------- | ------ | ------- | ---------- | -------------- | ---- |
| Ģ      | U+0122  | -          | &#x122; &#290; | ģ      | U+0123  | -          | &#x123; &#291; |      |